# 1263 Varsavia
1263 Varsavia este un asteroid din centura principală, descoperit pe 23 martie 1933, de Sylvain Arend.